# Sigismondo

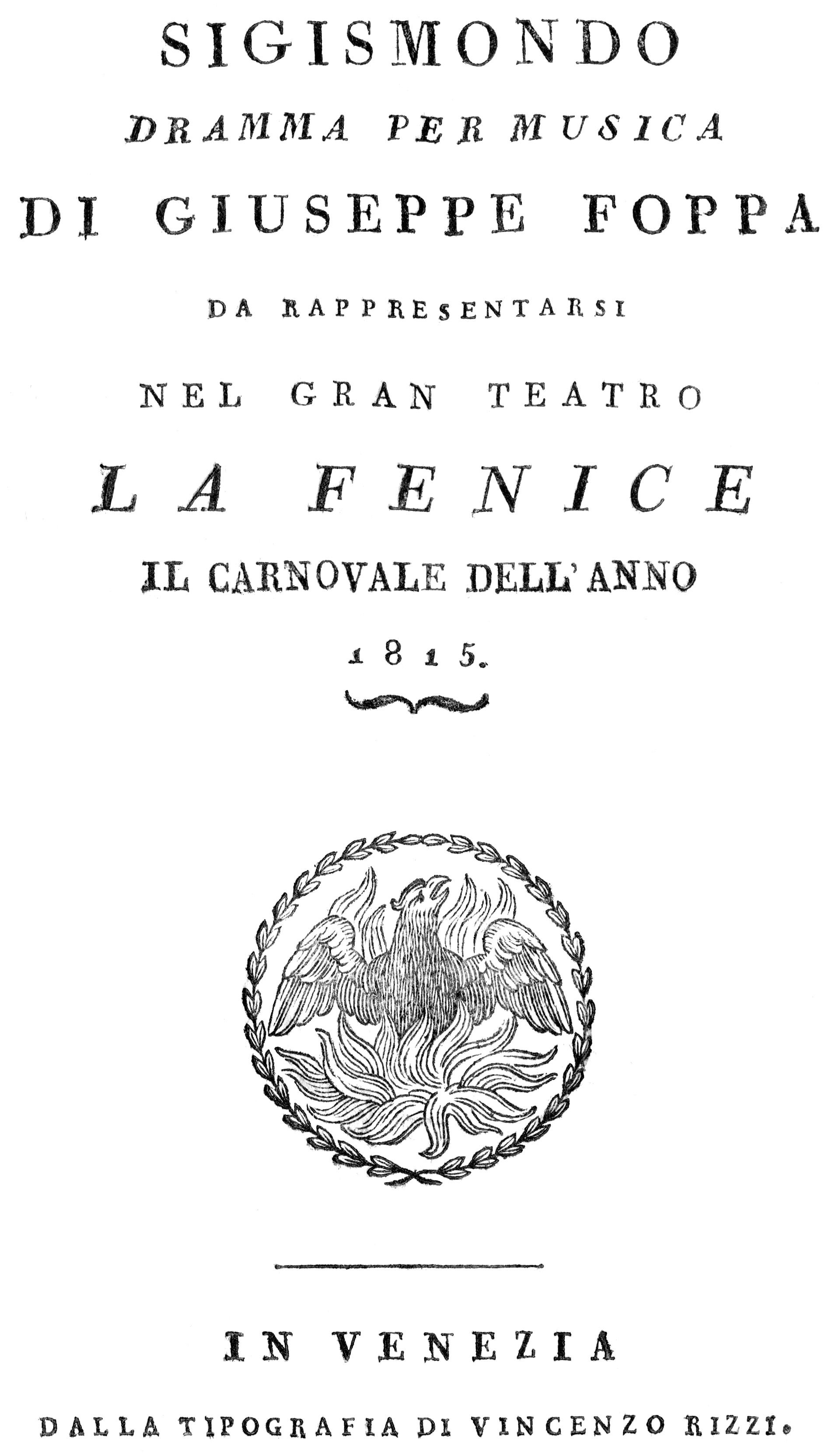
Librettots titelsida, Venedig 1815.

Sigismondo är en opera (dramma per musica) i två akter med musik av Gioacchino Rossini och libretto av Giuseppe Maria Foppa.

## Historia
Efter att Aureliano in Palmira och Il turco in Italia hade uppförts i Milano återvände Rossini till Venedig. Där skulle han komponera sin andra opera seria, Sigismondo. Under repetitionerna applåderade orkestern flera gånger musiken, men vid premiären den 26 december 1814 på La Fenice buades den ut av publiken. Den huvudsakliga orsaken till missnöjet låg emellertid hos den miserabla texten. Foppa och Rossini hade samarbetat i L'inganno felice, La scala di seta och Il signor Bruschino. Men denna gång hade han inte lyckats åstadkomma en bra text. En kritiker sa att librettot bestod av "en förvirrad sörja av osmälta ord som skulle föreställa poesi". Emedan flera att ansåg att Rossini måste ha haft svårt att inspireras av texten så nådde musiken inte upp till den vanliga standard som publiken var van vid. Rossini anklagades för att låna från sina tidigare operor. 
1819 sattes Sigismondo upp i Padua och Cremona; 1821 i Florens och 1827 i Bologna. I modern tid sattes operan inte upp förrän 1992 i Rovigo.

## Personer
- Sigismondo, kung av Polen (kontraalt)
- Ladislao, premiärminister (tenor)
- Anagilda, hans syster (sopran)
- Radoski, Ladislaos förtrogne (tenor)
- Ulderico, kung av Böhmen (bas)
- Aldimira, Uldericos dotter och Sigismondos hustru (sopran)
- Zenovito, polsk adelsman (bas)

## Handling
Polen, 1500-talet.
Ladislao anklagar falskeligen drottning Aldimira för otrohet och kung Sigismondo dömer henne till döden. Drottningens far, kung Ulderico av Böhmen, beslutar sig för att hämnas dottern och förklarar Polen krig. Men Aldimira har i hemlighet räddats av Zenovito som ämnar presentera henne för Sigismondo som sin dotter Egelinda. Men Ladislao avslöjar planen för Ulderico. När Aldimira gör entré kan Ulderico inte avgöra om hon är hans dotter eller inte. Ett brev som Ladislao skrev till Aldimira, i vilket hennes rädda identitet klargörs, hittas och Ladislao döms till livstids fängelse. Ulderico, Aldimira och Sigismondo förenas.

## Musiken
Orkestern består av:
- Träblås: två flöjter, två oboer (även engelskt horn), två klarinetter, två fagotter
- Bleckblås: två valthorn, två trumpeter, trombon
- Slagverk: pukor, bastrumma
- Stråkar
- Piano

Operan innehåller följande musiknummer:
- Sinfonia (Ouvertyr)

Akt I
- Nr. 1. Introduktion
- Nr. 2. Kör: "O prence misero" (Scen 1)
- Nr. 3. Scen och cavatina (Ladislao): "L'immago tiranna" (Scen 1)
- Nr. 4. Cavatina (Sigismondo): "Non seguirmi … omai t'invola" (Scen 3)
- Nr. 5. Scen och cavatina (Aldimira): "Oggetto amabile" (Scen 5)
- Nr. 6. Recitativ och jägarkör: "Al bosco! alla caccia!" (Scen 6)
- Nr. 7. Recitativ och aria (Ladislao): "Vidi … ah no ch’io m'ingannai!" (Scen 11)
- Nr. 8. Recitativ och duettino (Sigismondo, Aldimira): "Un segreto è il mio tormento" (Scen 12)
- Nr. 9. Recitativ och aria (Zenovito): "Tu l'opra tua seconda" (Scen 13)
- Nr. 10. Scen och duett (Ladislao, Aldimira): "Perché obbedir disdegni" (Scen 15)
- Nr. 11. Final – Kvartett (Sigismondo, Aldimira, Ladislao, Zenovito): "Quale, o ciel, d'idee funeste" (Scen 17)
- Nr. 12. Final: "Dimme, Egelinda, in corte" (Scen 17)

Akt II
- Nr. 13. Kör: "In secreto a che ci chiama?" (Scen 1)
- Nr. 14. Recitativ och duett (Aldimira, Sigismondo): "Tomba di morte e orrore" (Scen 4)
- Nr. 15. Recitativ och aria (Anagilda): "Sognava contenti" (Scen 5)
- Nr. 16. Scen och cavatina (Ladislao): "Giusto ciel che i mali miei" (Scen 7)
- Nr. 17. Scen och aria (Aldimira): "Ah signor, nell'alma mia" (Scen 11)
- Nr. 18. Marsch, recitativ och kvartett (Aldimira, Sigismondo, Ladislao, Ulderico): "Genitor... deh vien!... t'arresti?" (Scen 13)
- Nr. 19. Scen och aria (Sigismondo): "Alma rea! il più infelice" (Scen 16)
- Nr. 20. Recitativ och final: "Qual felice amico giorno" (Scen 17)

I Sigismondo använde Rossini musik från tidigare operor och musiken skulle senare komma att återanvändas i senare operor såsom Elisabetta, regina d’Inghilterra, Torvaldo e Dorliska, Barberaren i Sevilla, La Cenerentola och Adina. Början av första akten av Barberaren i Sevilla är till exempel en omarbetning av andra aktens början av Sigismondo.